# NGC 1601
NGC 1601 ist eine linsenförmige Galaxie vom Hubble-Typ S0 im Sternbild Eridanus am Südsternhimmel. Sie ist schätzungsweise 220 Millionen Lichtjahre von der Milchstraße entfernt und hat einen Durchmesser von etwa 40.000 Lichtjahren.
Im selben Himmelsareal befinden sich u. a. die Galaxien NGC 1600, NGC 1603, NGC 1606, IC 373.
Das Objekt wurde am 14. Januar 1849 von George Johnstone Stoney entdeckt.